# فرد کرلی
فرد کرلی (انگلیسی: Fred Kerley؛ زادهٔ ۷ مهٔ ۱۹۹۵) دونده سرعت اهل ایالات متحده آمریکا است.
وی در مسابقات کشوری و بین‌المللی در مجموع برندهٔ ۱ مدال طلا، ۱ مدال نقره شده است.